# VR Dv16

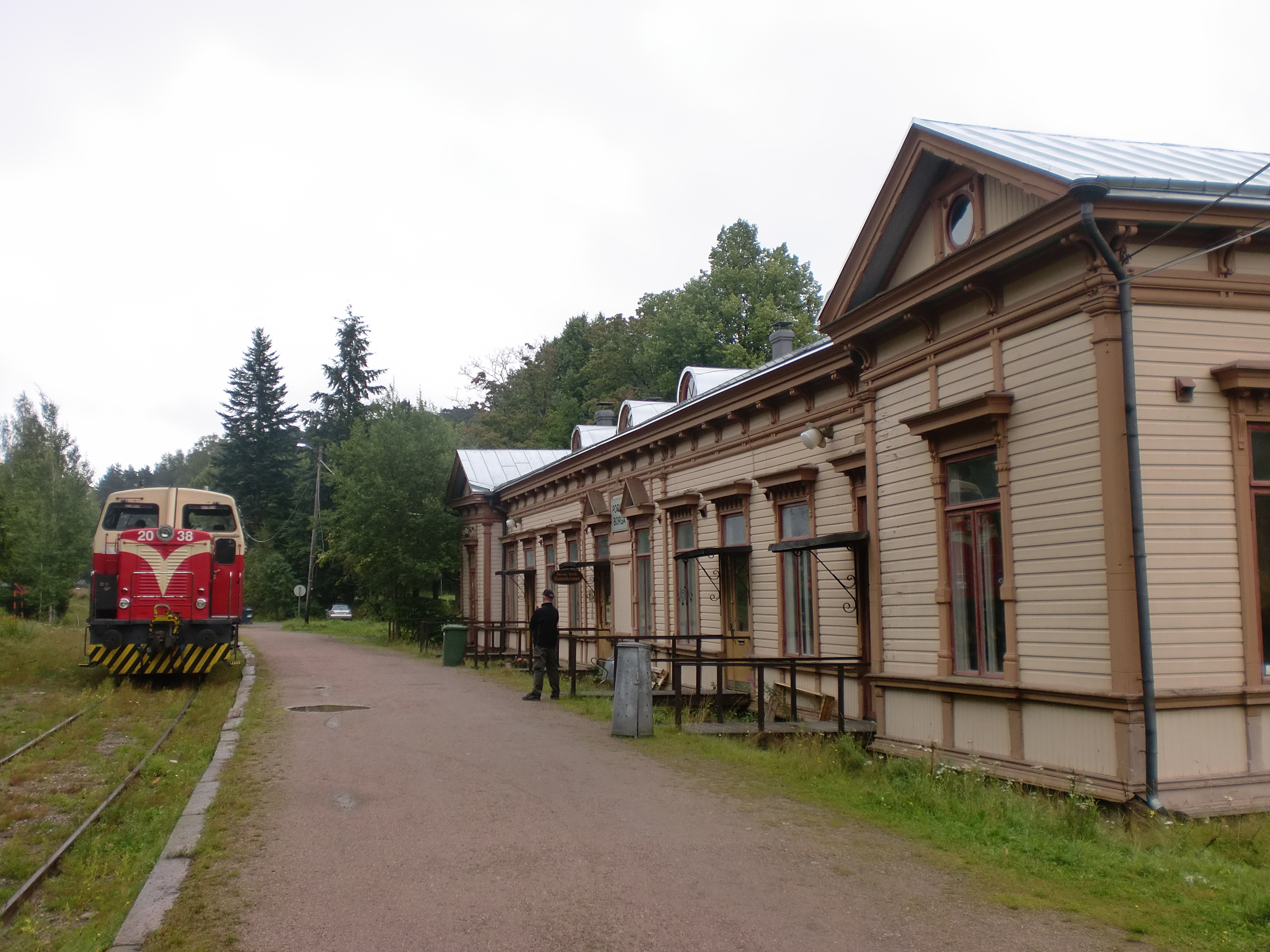
Det bevarade museilokföreningsloket VR Dv16 från Haapamäkis museiloksförening på Borgå järnvägsstation, 2016

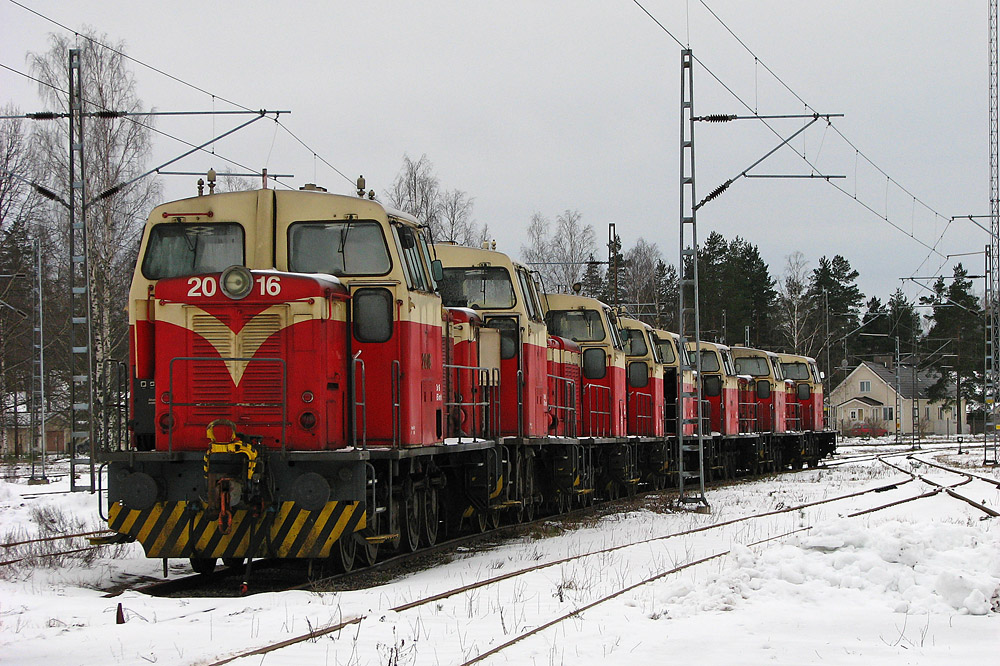
Avställda Dv16-lokomotiv i Hyvinge, 2008

VR Dv16 är ett medeltungt diesellokomotiv som har använts av Statsjärnvägarna i Finland. Loken har nästan samma utseende som loken i den närmast föregående Dv15-serien, men Dv16-serien har högre effekt med en laddluftkylare och toppfarten har ökats med en större hjuldiameter.
Loket har en MAN 8-cylindrig radmotor med relativ lågt varvtal. De användes som växellok, men också vid linjekörning. Lokserien togs ur drift 2008.
Av loken har nr 2026 och nr 2038 bevarats på Finlands järnvägsmuseum i Hyvinge respektive av Haapamäkis museiloksförening i Haapamäki i Keuru.